# Сорали

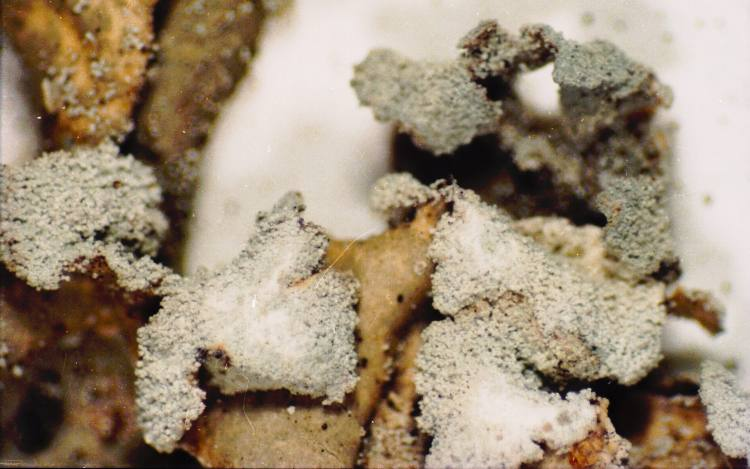
Сорали на гипогимнии вздутой

Сора́ли — скопление соредий. Значение соралей в разграничении видов очень велико. Многие виды родов калоплака, пармелия, фисция и других хорошо различаются именно по характеру соралей. По характеру сорали делятся на две группы: неограниченные, диффузные и ограниченные.
Диффузные сорали — это такие, у которых вся поверхность слоевища или её крупный участок сплошь соредиозны.
В группе ограниченных соралей в зависимости от их формы различают типы: точковидные, пятнистые, дисковидные, щелевидные, головчатые, полуголовчатые, манжетовидные, губовидные, шлемовидные.
По месту образования отличают краевые сорали, которые образуют по краю лопастей каёмку, иногда прерывающуюся местами, или цельную.